# Lợn Berkshire

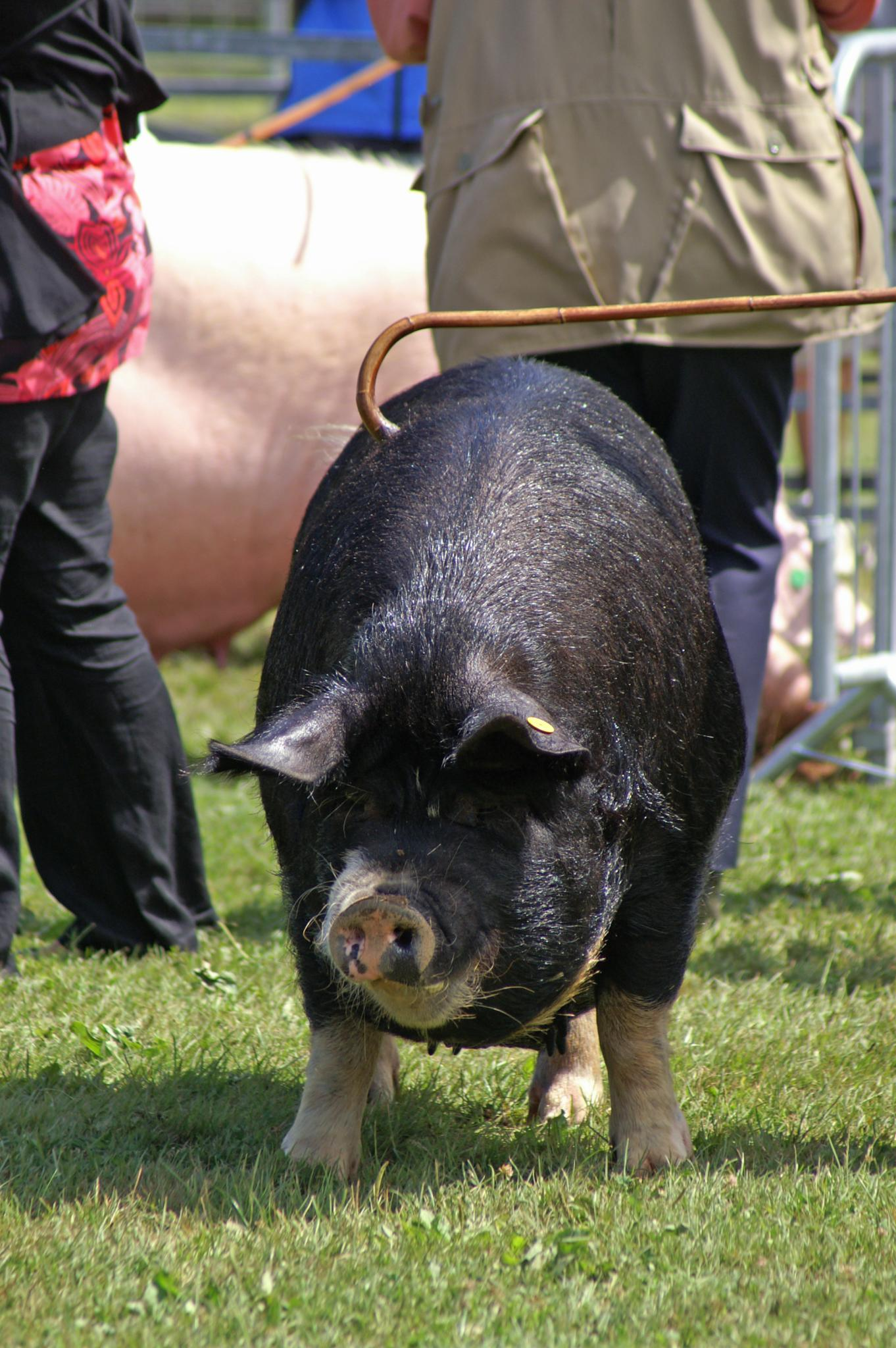
Một con lợn Béc-sai

Lợn Berkshire (phát âm như là lợn Béc-sai hay Bớc-sai) là một giống lợn có nguồn gốc từ nước Anh tại quận Berkshire. Lợn này được nhắc đến trong tiểu thuyết Trại súc vật